# Arxiu Diocesà de Solsona

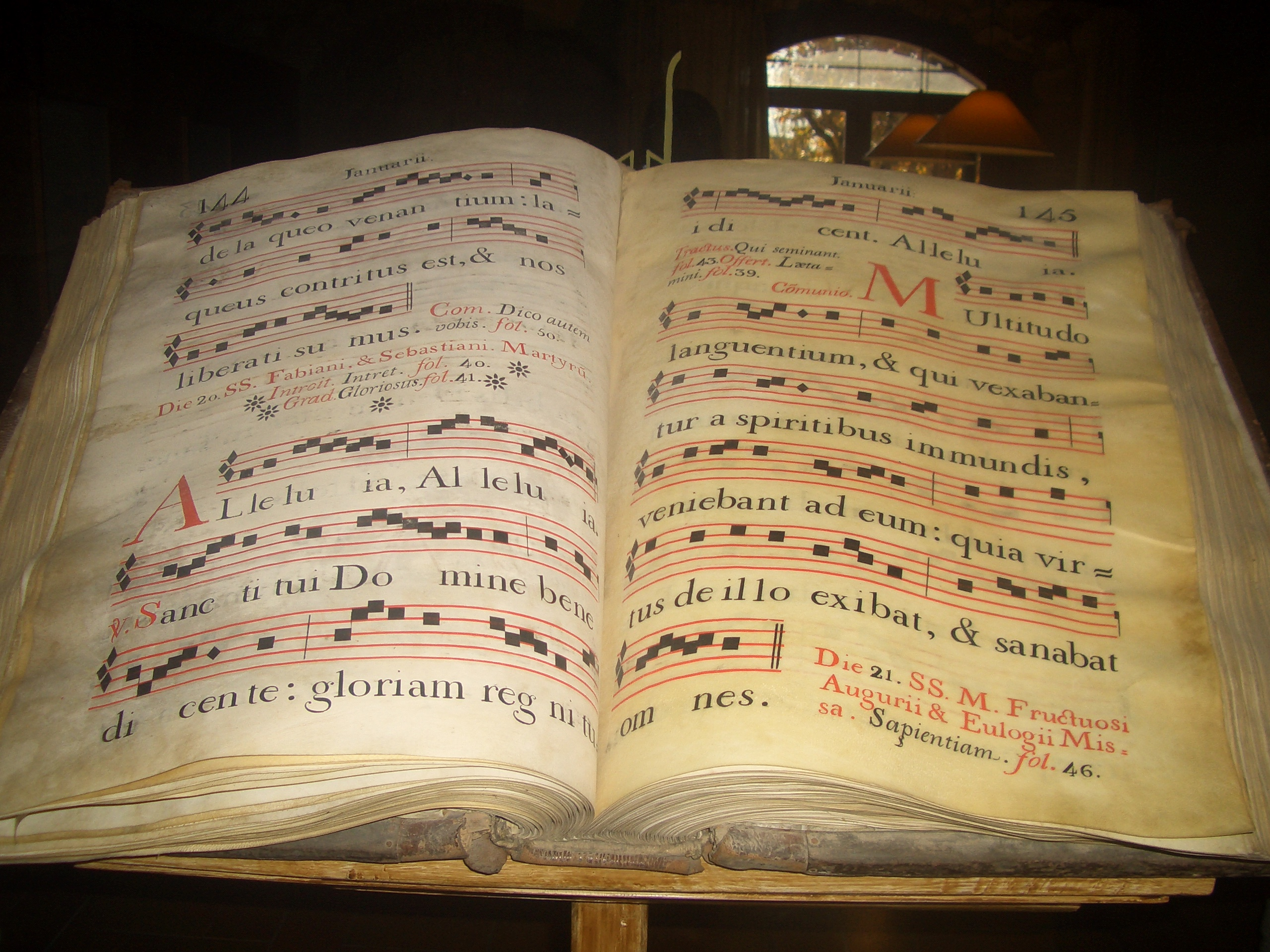
Llibre musical a l'Arxiu Diocesà de Solsona

L'Arxiu Diocesà de Solsona (ADS) és la institució que custodia la documentació produïda pel Bisbat de Solsona. S'encarrega de la conservació i de la gestió històrica de la Diòcesi de Solsona, i també de la gestió dels documents generats per la Cúria Diocesana i diversa documentació episcopal.

## Història
L'Arxiu Diocesà de Solsona neix amb la creació del Bisbat de Solsona l'any 1593. El fons s'inicia amb la documentació de la Canònica Regular de Sant Agustí de l'antic monestir de Santa Maria, suprimida l'any anterior, i la dels priorats, units a la nova seu, de Sant Llorenç de Morunys, Santa Maria de Rocarossa, Sant Pere de Clarà, Santa Maria de Gualter, Santa Maria de Serrabona i Castellnou de Rosselló, així com documents d'Aragó de Santa Maria de Vilabertran.
La primera ordenació de l'Arxiu que es coneix és del període del bisbe Rafel Lasala i Locela, que fou bisbe de Solsona de 1772 a 1792, feta pel secretari del bisbe fra Miquel Listerri i per Domènec Costa i Bafarull. Posteriorment Mossèn Joan Serra i Vilaró, arxiver de 1909 a 1925, va adquirir per l'Arxiu Diocesà de Solsona diversos fons documentals. Després de la Guerra Civil el Doctor Antoni Llorens i Solé (arxiver de 1939 a 1970) el va reorganitzar i Mossèn Antoni Bach i Riu (1970 - 1988) continuà aquesta tasca de catalogació.
Els diversos conflictes bèl·lics que s'han produït al llarg dels anys han causat pèrdues irreparables del patrimoni de l'arxiu. El 1810 les tropes napoleòniques van calar foc a la catedral i les flames van afectar una part de l'Arxiu. Durant la Primera Guerra Carlina (1833 - 1840), viscuda amb gran intensitat a Solsona, el Palau Episcopal es convertí en una caserna militar el 1837, i l'Arxiu es convertí en una font de paper per encendre foc. Per acabar, durant la Guerra Civil (1936 - 1939) també es va perdre documentació.
En les últimes dècades s'han adquirit els arxius de moltes parròquies del Bisbat, que s'han ordenat segons l'esquema que segueixen tots els arxius diocesans del Principat de Catalunya. Per altra banda també s'han classificat 4.678 processos vinguts del jutjat de Solsona datats de 1820 a 1930.

## L'edifici
L'Arxiu Diocesà de Solsona es troba als baixos de l'edifici del Palau Episcopal. Aquest edifici és la seu del Bisbat de Solsona i de la cúria diocesana, la residència del bisbe i conté el Museu Diocesà de Solsona. Es tracta d'un edifici d'estil neoclàssic amb elements barrocs construït entre 1776 i 1779, en època del bisbe Rafel Lasala, i fou planejat per l'arquitecte Francesc Pons. L'edifici és de tres plantes i està decorat amb columnes estirades i un frontó triangular. La façana principal, amb dues grans portes i finestrals, es troba a la Plaça del Palau. No obstant a l'Arxiu Diocesà s'hi entra per la part posterior.
L'edifici és annex a la Catedral, que combina els estils romànic, gòtic, barroc i neoclàssic, fruit de les diverses reformes que ha patit. L'església original, d'estil romànic, fou consagrada el 1163 a Santa Maria i formava part del monestir i es reforma durant els segles xiv i xv, en que s'aixecà la nau amb contraforts i tècnica gòtica. Al segle xviii es construí la portalada principal barroca dedicada a santa Maria i una façana lateral amb relleus de Sant Agustí, destruint l'antiga portalada romànica, a més de la capella de la Mare de Déu del Claustre i del Palau Episcopal.

## Fons
Els fons de l'Arxiu Diocesà són els següents:

### Còdexs
Cartoral de Solsona 1. S.XII 1 llibre
Cartoral de Solsona 2. S.XIV 1 llibre
Cartoral de Sant Llorenç de Morunys. 1525. 1 llibre
Cartoral de Rocarossa. 1311. 1 llibre
Dotàlia de Besora. 1368. 1 llibre
Fulls solts. segle ix-XIV. 4 lligalls
Còdexs musicals i litúrgics. S.IX-XIV 134 lligalls

### Monestir de Santa Maria deSolsona
Constitucions antigues:
Constitucions del Capítol segle XIV-XVIII. 3 llibres. 17 lligalls
Regestes i índex. segle xiii-XIX. 2 llibres
Causes Pies i Beneficials segle XVI-XIX. 16 llibres
Cofraries segle XVI-XIX. 19 llibres
Administració
Distribucions segle XVI-XX. 7 llibres. 4 lligalls
Fundacions segle xiv. 5 llibres
Mensa Capitular segle XIV-XIX. 48 lligalls
Arrendaments segle XVII-XIX. 1 llibre. 3 lligalls
Delmes i subsidi. S.XVIII-XIX. 4 llibres. 4 lligalls
Llibre del Síndic. S.XVIII. 4 llibres. 1 lligall
Llibre del Col·lector. segle xvii. 2 llibres
Censals. segle XV-XIX. 7 llibres. 11 lligalls
Comptes de Caixa. segle XVI-XVIII. 7 llibres
Llibre de l'Obra. S.XVI-XVIII. 11 lligalls

### Ciutat deSolsona
Batlles de la vila. segle XV-XIX. 7 lligalls
Nobles i altres famílies. segle XVI-XIX. 4 lligalls
Hospital de Solsona. segle xvii. 2 lligalls
Capella del Claustre. segle XVII-XIX. 2 lligalls
Abadia. segle xvi. 3 llibres

### Bisbat de Solsona
Constitució
Creació. 1593. 4 lligalls
Mensa episcopal. segle XVII-XIX. 6 llibres. 2 lligalls
Sínodes. segle XVI-XIX. 2 llibres
Bisbes. 1594-1837. 5 llibres. 2 lligalls
Visites pastorals. segle XVI-XIX. 5 lligalls
Canonges i dignitats. segle XVI-XVIII. 16 llibres
Manuscrits diversos. S.XVIII-XIX. 4 llibres
Inventaris. segle xvi. 8 llibres

### Govern i justícia
Documentació judicial. segle XVII-XIX. 19 lligalls
Capítols matrimonials. segle XVI-XX. 7 lligalls
Testaments. segle XVI-XIX. 12 lligalls

### Administració
Llevadors. segle XVII-XIX. 1 llibre
Terces. segle XVI-XIX. 7 lligalls
Misses i Aniversaris. segle XVII-XIX. 11 llibres

### Altres entitats
Congregacions Religioses. segle XVII-XIX. 1 llibre
Col·legi Llobera i Universitat. S.XVII. 3 lligalls
Pia Unió de preveres. segle XVI-XIX. 41 llibres. 21 lligalls
Universitat Carlina. segle xix. 4 lligalls
Altres bisbats. segle XV-XIX. 1 llibre. 12 lligalls

### Varis
Correspondència. segle XIV-XX. 18 lligalls
Documentació de Roma. S.XVIII. 1 lligall
Butlla creuada. segle XVII-XIX. 2 lligalls

### Església i Estat
Desamortització. segle xix. 9 lligalls
“Culte i Clero”. segle xix. 14 lligalls

### Fons diversos
Fons de capbreus. segle XII-XVIII. 123 llibres. 3 lligalls
Fons alfabètic de pobles i persones. segle XVI-XIX. 65 lligalls
Vicaria General. 1840-1940. 2 llibres. 34 lligalls
Cúria Diocesana. 1724-1940. 25 llibres. 200 lligalls
Fons de 59 parròquies de Bisbat. S. XII-XX. 815 llibres. 235 lligalls
Processos de la cúria eclesiàstica i ducal. segle XIV-XIX. 1835 lligalls
Fons notarial: Solsona, Torà i altres. segle xiii-XVIII. 220 llibres. 180 lligalls

### Altres arxius
Col·legiata de Sant Vicenç de Cardona. segle XII-XIX. 33 llibres. 52 lligalls
Monestir de Serrateix. segle XI-XIX. 22 llibres. 48 lligalls
Priorat de Gualter. segle XI-XIX. 2 llibres. 8 lligalls
Priorat de Serrabona i Castellnou. segle xiii-XVIII. 1 llibre. 18 lligalls
Priorat de Rocarossa. segle XII-XVIII. 4 llibres. 9 lligalls
Priorat de Vilabertran i Aragó. segle xvi. 23 lligalls
Priorat de Sant Pere de Clarà. S.XVI-XVII. 1 llibre. 4 lligalls
Farmàcia Pallarès. segle XV-XIX. 23 llibres. 140 lligalls
Casa Ribera i Solé. segle xix. 13 lligalls
Jutjat de Solsona i altres municipis. 1820-1930. 170 lligalls

### Pergamins
Es guarden 5.100 pergamins classificats cronològicament:
26 pergamins del segle x, procedents de Timoneda, Madrona (Pinell de Solsonès), Canalda…
600 pergamins del segle xi procedents de Solsona, Olius, Foliola…
Uns 2.866 d'èpoques posteriors.
De Cardona, 24; de Serrateix, 195; de la Portella, 248; de Gualter, 126; de Rocarrosa, 10; de Serrabona, 5.

## Instruments de descripció
Per facilitar el treball i la consulta dels fons de l'Arxiu Diocesà de Solsona aquest compte amb els següents instruments:
- Catàlegs: L'Arxiu disposa de 33 catàlegs, corresponent a diferents sèries. També un catàleg de protocols notarials.
- Inventaris: Dos inventaris de tots els fons.
- Fitxes: Unes 8.000 fitxes, corresponents a llibres, lligalls, etc.
- Reprografia: Existeix un servei de fotocopiadora, un equip de microfilmació, màquines de lectura de microfilms i ordinadors.

## Serveis
L'Arxiu té una Biblioteca auxiliar formada per llibres de temàtica variada: Història general i eclesiàstica, monografies de pobles i santuaris del Bisbat, manuals de paleografia, diplomàtica i arxivística, sinodals i guies de l'església de Solsona, diccionaris, enciclopèdies, geografies, cartografia...
A més ofereix activitats culturals i educatives com ara exposicions monogràfiques de temàtiques diverses, col·laborant amb grups de recerca al Berguedà, al Solsonès i a les terres de Ponent, promovent tesis doctorals doctorals aprofitant el fons de l'Arxiu, orientant a entitats culturals i a investigadors, i divulgant la funció i el patrimoni fent visites guiades de tant en tant.